# Radio pirata (album)
Radio Pirata è una compilation di brani di area indipendente italiana distribuita in allegato all'audiorivista Independent Music nella primavera 2003.

## Il disco
Da considerarsi la prima compilation del M.E.I e di AudioCoop. Contiene 18 tra Artisti e band di area italiana. La raccolta, curata da Giulio Tedeschi per Toast Records ed Independent Music, venne distribuita a livello nazionale nel circuito delle edicole e nei punti vendita di FNAC Italia e presentata con un lungo tour in varie città italiane concluso a Faenza, in coincidenza del M.E.I 2003.

## Tracce
1. Feel Good Production - "The Feel Good Vibe"
2. Isola di Niente - "Get Up!"
3. Subsonica - "Giungla Nord"
4. Nada - "Gesù"
5. Estra - "Finché posso"
6. Pinomarino - "Centrifuga e risciacquo"
7. Marco Parente - "La mia rivoluzione"
8. Afterhours - Bungee Jumping"
9. Livido - "Spazio personale"
10. Perturbazione - "Senza una scusa"
11. Jokifocu - "Rapideffusioni"
12. Luca Madonia - "La consuetudine"
13. Vittorio Bonetti - "Ma che notte è"
14. Viamedina - "Stu mare"
15. Enrico Capuano - "Che giornata"
16. Casa del Vento - "Genova chiama"
17. Figli di Guttuso - "Come concili un ballo con la vita"
18. Claudio Rocchi - "Let's Celebrate"